# Живопис на основі штучного інтелекту

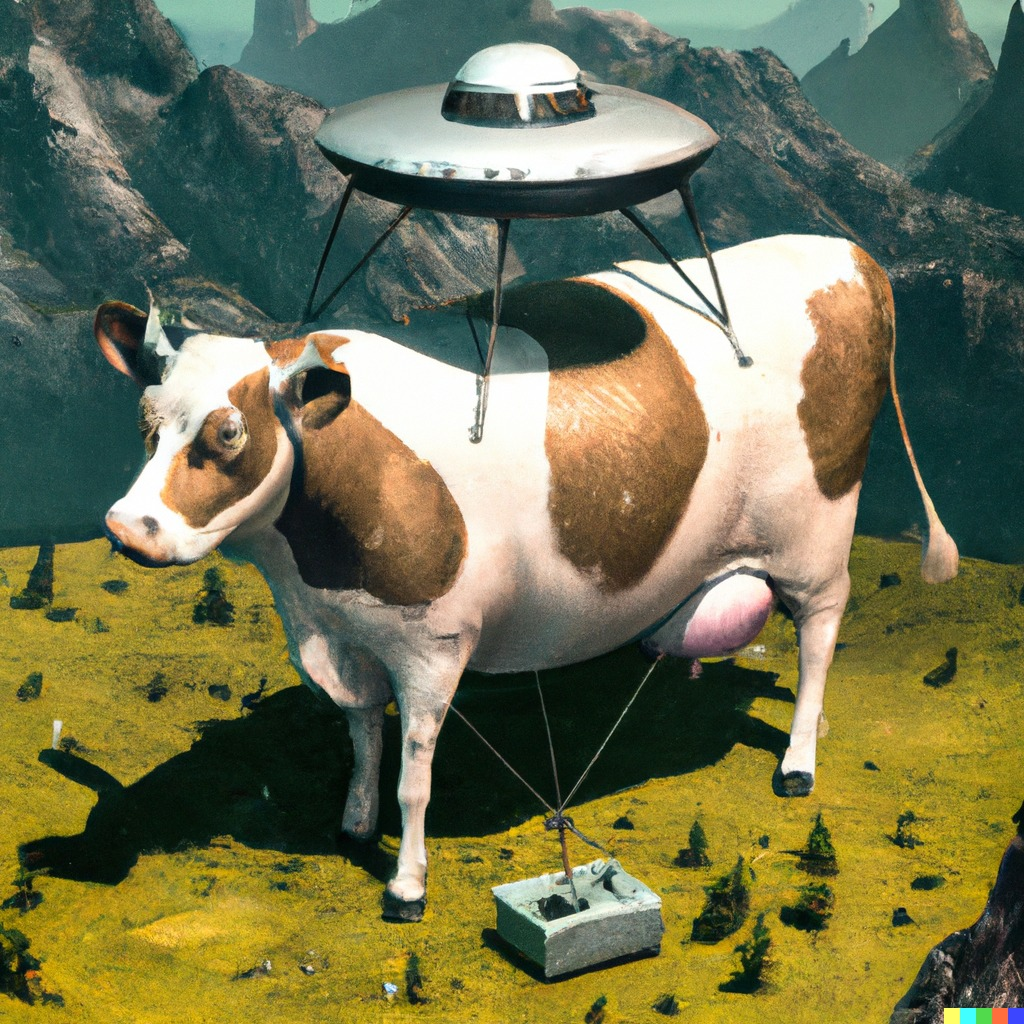
Зображення, породжене моделлю DALL-E 2 на основі текстового запиту «1960's art of cow getting abducted by UFO in midwest» (Картина 1960-х років про корову, яку викрадає НЛО, на середньому заході)

Живо́пис на осно́ві шту́чного інтеле́кту (англ. artificial intelligence art) — це будь-яке образотворче мистецтво, створене за допомогою програм штучного інтелекту (ШІ).
Художники почали створювати мистецтво на основі ШІ від середини до кінця XX століття, коли цю дисципліну було засновано. На початку XXI століття доступність інструментів для живопису на основі ШІ для загальної публіки зросла, надавши можливості для використання поза академічним середовищем та професійними художниками. Протягом своєї історії мистецтво на основі штучного інтелекту породжувало багато філософських питань, зокрема тих, що стосуються авторських прав, обману, та його впливу на традиційних художників, включно з їхніми доходами.

## Історія

### Рання історія
Концепція автоматизованого мистецтва сходить щонайменше до автоматонів давньогрецької цивілізації, де винахідників, таких як Дедал та Герон Александрійський, описували як розробників машин, здатних писати текст, створювати звуки та грати музику. Традиція творчих автоматонів процвітала протягом історії, як, наприклад,  створення на початку 1800-х років автоматона Майярде.
Академічну дисципліну штучного інтелекту заснували на дослідницькому семінарі в Дартмутському коледжі 1956 року, і вона пережила кілька хвиль розвитку та оптимізму протягом наступних десятиліть. З моменту її заснування, дослідники у цій галузі порушували філософські та етичні аргументи щодо природи людського розуму та наслідків створення штучних істот із людським інтелектом; ці питання раніше досліджували у міфах, фантастиці та філософії з античних часів.

### 1950-ті— 2000-ті
З моменту заснування ШІ у 1950-х роках, художники та дослідники використовували штучний інтелект для створення художніх творів. Ці твори іноді називали алгоритмічним живописом, комп'ютерним живописом, цифровим живописом або новими медіа.
Одна з перших значущих систем живопису на основі ШІ — AARON, розроблена Гарольдом Коеном наприкінці 1960-х років в Університеті Каліфорнії в Сан-Дієго. AARON це найвідоміший приклад живопису на основі ШІ в епоху програмування старого доброго символьного ШІ через його використання символьного підходу на основі правил для породжування технічних зображень. Коен розробив AARON з метою уможливити кодування акту малювання. У своєму первісному вигляді AARON створював прості чорно-білі малюнки. Коен відтак завершував малюнки, розфарбовуючи їх. Протягом років він також почав розробляти спосіб, щоб AARON також і розфарбовував. Коен розробив AARON так, щоби він малював за допомогою спеціальних пензлів та фарб, які програма обирала самостійно без посередництва Коена. AARON представлили 1972 року в музеї мистецтв округу Лос-Анджелес.
У 1991 та 1992 роках Карл Сімс отримав нагороду Золота Ніка на Prix Ars Electronica за свої тривимірні анімовані ШІ відео, створені за допомогою штучної еволюції.
2009 року Ерік Міллікін отримав Пулітцерівську премію разом з декількома іншими нагородами за свій живопис на основі штучного інтелекту, який критикував корупцію уряду в Детройті, і призвів до того, що мера міста відправили до в'язниці.

### 2010-ті та глибоке навчання

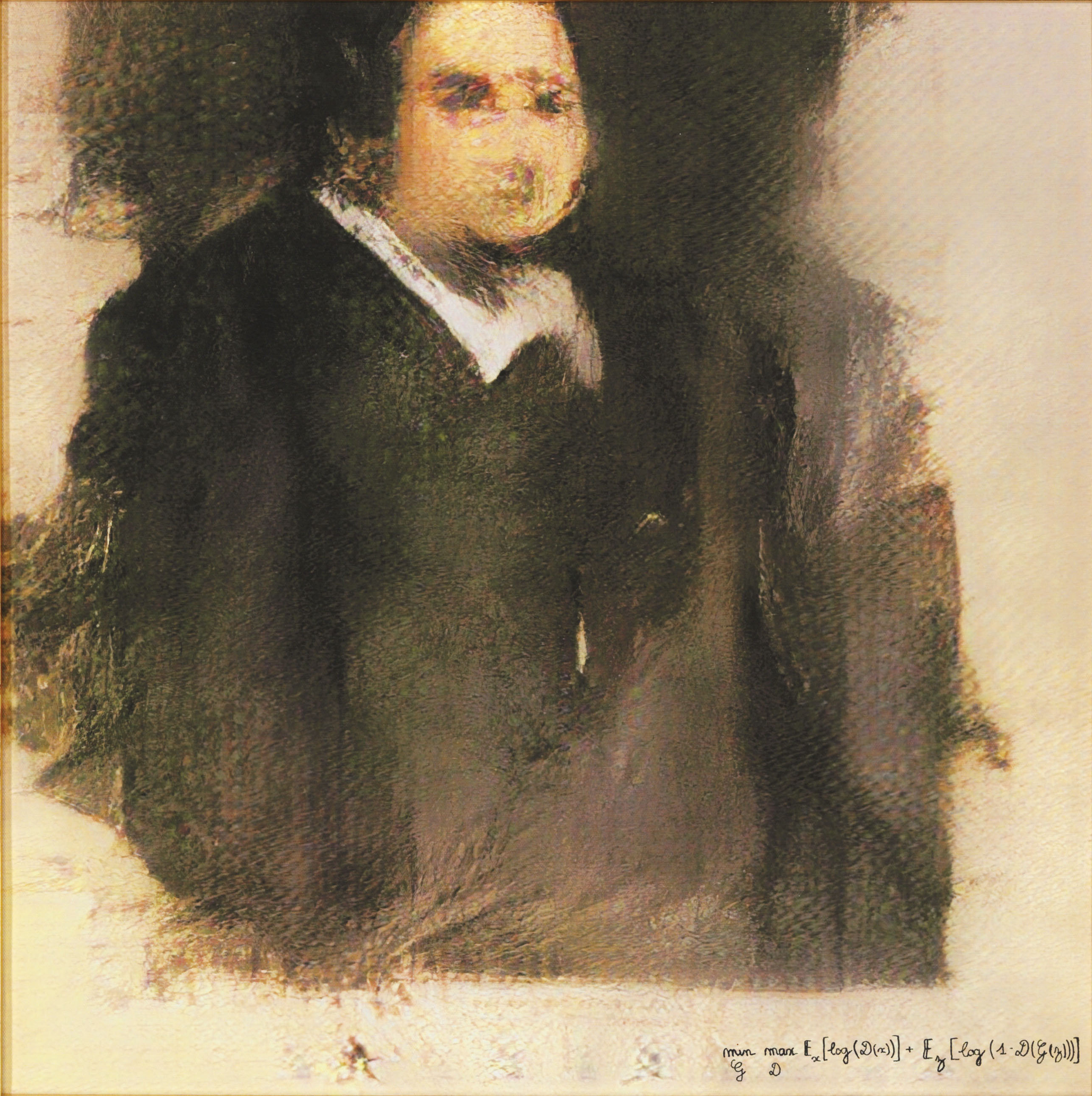
Картина «Едмон де Беламі», створена за допомогою породжувальної змагальної мережі

2014 року Ян Ґудфелоу із колегами з Монреальського університету розробили породжувальну змагальну мережу (англ. generative adversarial networks, GAN), такий тип глибокої нейронної мережі, що здатен навчатися імітувати статистичний розподіл вхідних даних, як-от зображень. Породжувальна змагальна мережа використовує «породжувач» (англ. "generator") для створення нових зображень та «розрізнювач» (англ. "discriminator") для вирішування, які зі створених зображень вважати успішними. На відміну від попереднього алгоритмічного живопису, що слідував закодованим вручну правилам, породжувальні змагальні мережі можуть навчатися конкретної естетики, аналізуючи набір даних прикладів зображень.
2015 року команда з Google представила DeepDream, програму, яка використовує згорткову нейронну мережу для пошуку та підсилення образів на зображеннях за допомогою алгоритмічної парейдолії. Цей процес створює навмисно переоброблені зображення сноподібного вигляду, що нагадують психоделічний досвід.
2018 року на аукціоні Крісті у Нью-Йорку створену за допомогою ШІ картину «Едмон де Беламі» (гра слів на пізвище Ґудфелоу) було продано за $ 432 500, що майже в 45 разів перевищило її оцінку в $ 7 000—$ 10 000. Цей художній твір створили «Obvious», колектив з Парижа.
2019 року Стефані Дінкінс отримала нагороду Creative Capital за створення еволюційного штучного інтелекту на основі «інтересів та культури (культур) людей кольорової раси». Також 2019 року Сюґвен Чон отримала нагороду Lumen Prize за свої виступи з роботизованою рукою, яка використовує ШІ, намагаючись малювати подібно самій Чон.

### 2020-ті та породжувальний ШІ

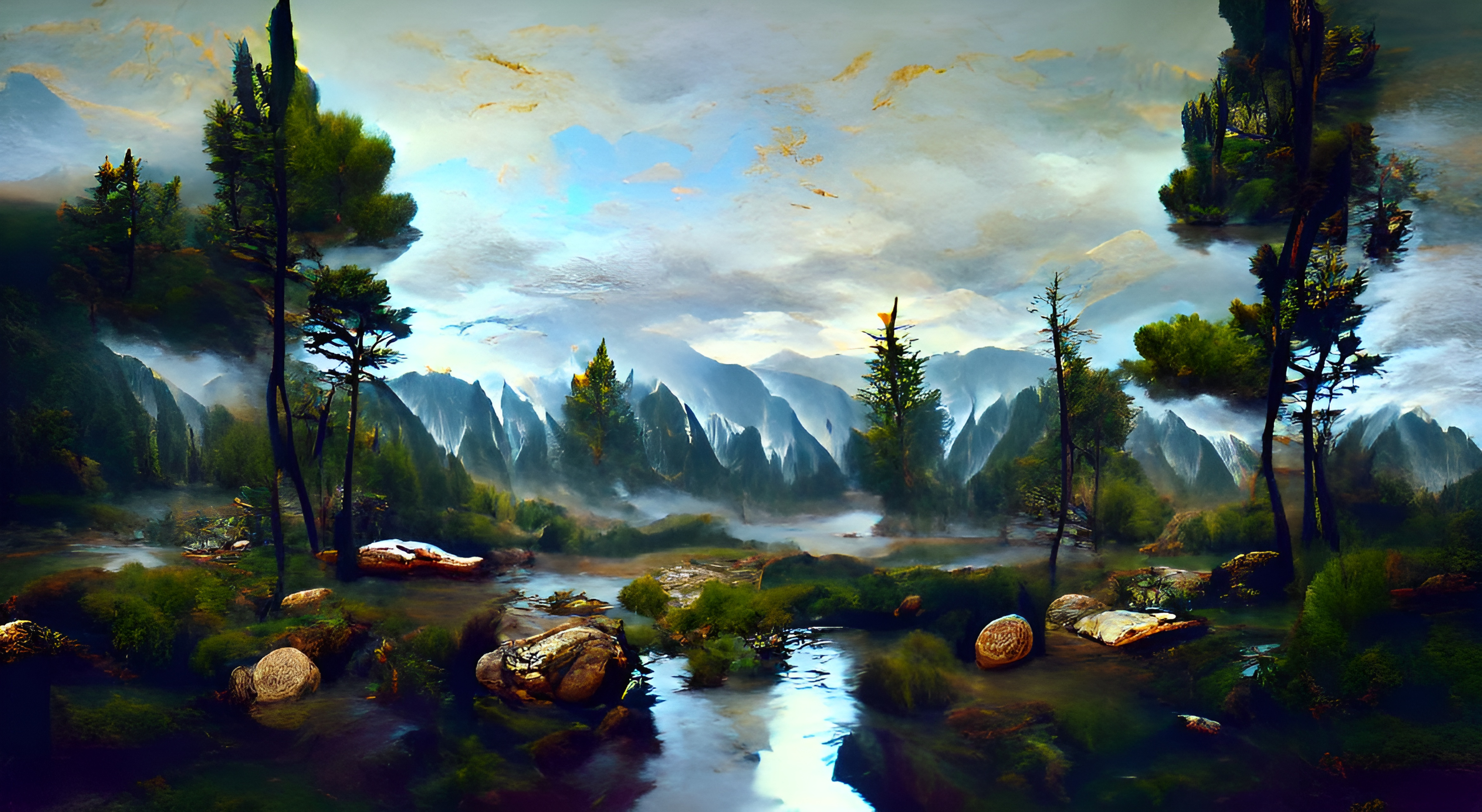
Приклад зображення, створеного за допомогою VQGAN+CLIP (NightCafe Studio)

У 2020-х роках моделі зображення за текстом, які породжують зображення на основі підказок, почали наближатися до якості справжніх фотографій та живопису, створеного людьми.
2021 року, використовуючи моделі Трансформер, вжиті в GPT-2 та GPT-3, OpenAI розробила DALL-E, модель ШІ зображення за текстом, здатну створювати високоякісні зображення на основі підказок природною мовою.
Пізніше 2021 року EleutherAI випустила відкрите програмне забезпечення VQGAN+CLIP на основі моделі CLIP від OpenAI.
2022 року випустили Midjourney, а за нею Stable Diffusion з відкритим кодом, що призвело до бурхливого зростання використання ШІ в образотворчому мистецтві.
2022 року Рефік Анадол створив мистецьку інсталяцію на основі штучного інтелекту в Музеї сучасного мистецтва у Нью-Йорку на основі власне колекції музею.

## Інструменти та процеси

### Зображення

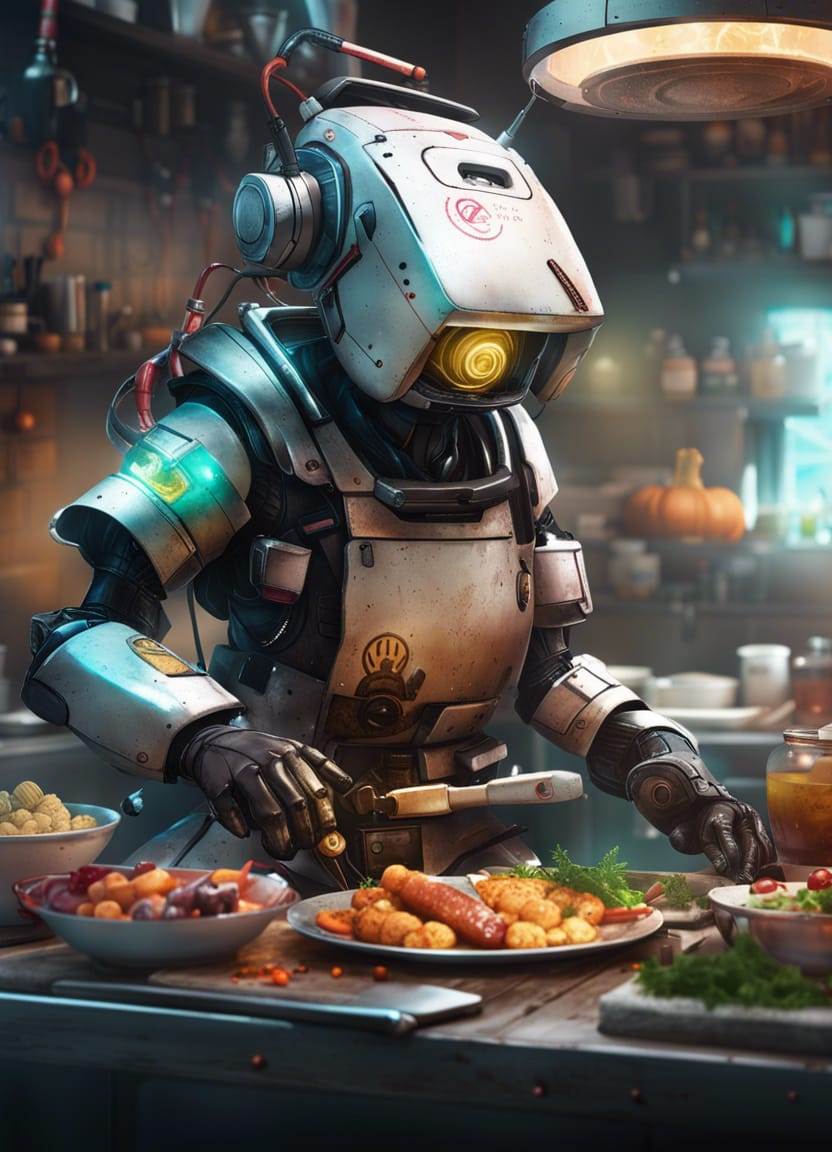
Зображення, створене за допомогою Stable Diffusion

Було розроблено багато механізмів для створення живопису на основі ШІ, включно з процедурним створенням зображень «на основі правил» з використанням математичних шаблонів, алгоритмами, які імітують мазки пензля та інші художні ефекти, а також алгоритмами глибокого навчання, такими як породжувальні змагальні мережі (англ. generative adversarial networks, GAN) та трансформери.
Декілька компаній випустили застосунки, які перетворюють фотографії на мистецькі зображення в стилі відомих наборів картин.
Вебсайт Artbreeder, запущений 2018 року, використовує моделі StyleGAN та BigGAN для того, щоби користувачі могли породжувати та змінювати зображення, такі як обличчя, пейзажі та картини.
Декілька програм використовують моделі зображення за текстом для породжування різноманітних зображень на основі різних текстових підказок. Серед них VQGAN+CLIP від EleutherAI, випущена у 2021 року, DALL-E від OpenAI, які випустили низку зображень у січні 2021 року, Imagen та Parti від Google Brain, які анонсували у травні 2022 року,  NUWA-Infinity від Microsoft, та Stable Diffusion, випущена в серпні 2022 року. Stability.ai має вебінтерфейс Stable Diffusion під назвою DreamStudio. Stable Diffusion це програмне забезпечення з доступним кодом, що дозволяє подальшу розробку, таку як плагіни для Krita, Photoshop, Blender та GIMP, а також користувацький вебінтерфейс із відкритим кодом Automatic1111. Основна попередньо натренована модель Stable Diffusion розміщена на Hugging Face Hub.
Існує багато інших програм ШІ для породжування живопису, включно з простими споживчими мобільними застосунками та записниками Jupyter, які вимагають потужних ГП, щоби працювати ефективно.

#### Вплив та застосування
Виставка «Thinking Machines: Art and Design in the Computer Age, 1959–1989» в MoMA надала огляд застосувань ШІ для мистецтва, архітектури та дизайну. Серед виставок, що демонструють використання ШІ для створення живопису, благодійний захід та аукціон 2016 року, спонсорований Google, у Gray Area Foundation у Сан-Франциско, де художники експериментували з алгоритмом DeepDream, та виставка 2017 року «Unhuman: Art in the Age of AI», яка відбулася у Лос-Анджелесі та Франкфурті. Навесні 2018 року Асоціація обчислювальних машин присвятила випуск журналу темі комп'ютерів та мистецтва. У червні 2018 року в Beall Center for Art + Technology представили «Duet for Human and Machine», мистецький об'єкт, що дозволяє глядачам взаємодіяти зі штучним інтелектом. 2019 року австрійська Ars Electronica та Австрійський музей прикладного мистецтва відкрили виставки про ШІ. Фестиваль Ars Electronica 2019 року «Out of the box» досліджував роль мистецтва у сталому суспільному перетворенні.
До прикладів такого доповнення можуть належати, наприклад, розширення аматорами некомерційних нішових жанрів (поширені приклади — похідні кіберпанку, такі як соларпанк), нові розваги, нові уявні дитячі ігри,[джерело?] дуже швидке прототипування, підвищення доступності створення живопису та художнього результату відносно зусиль та/або витрат та/або часу — наприклад, через породжування ескізів, натхнень, довершування ескізів та складових зображення (заповнювання прогалин).

### Конструювання та поширювання підказок

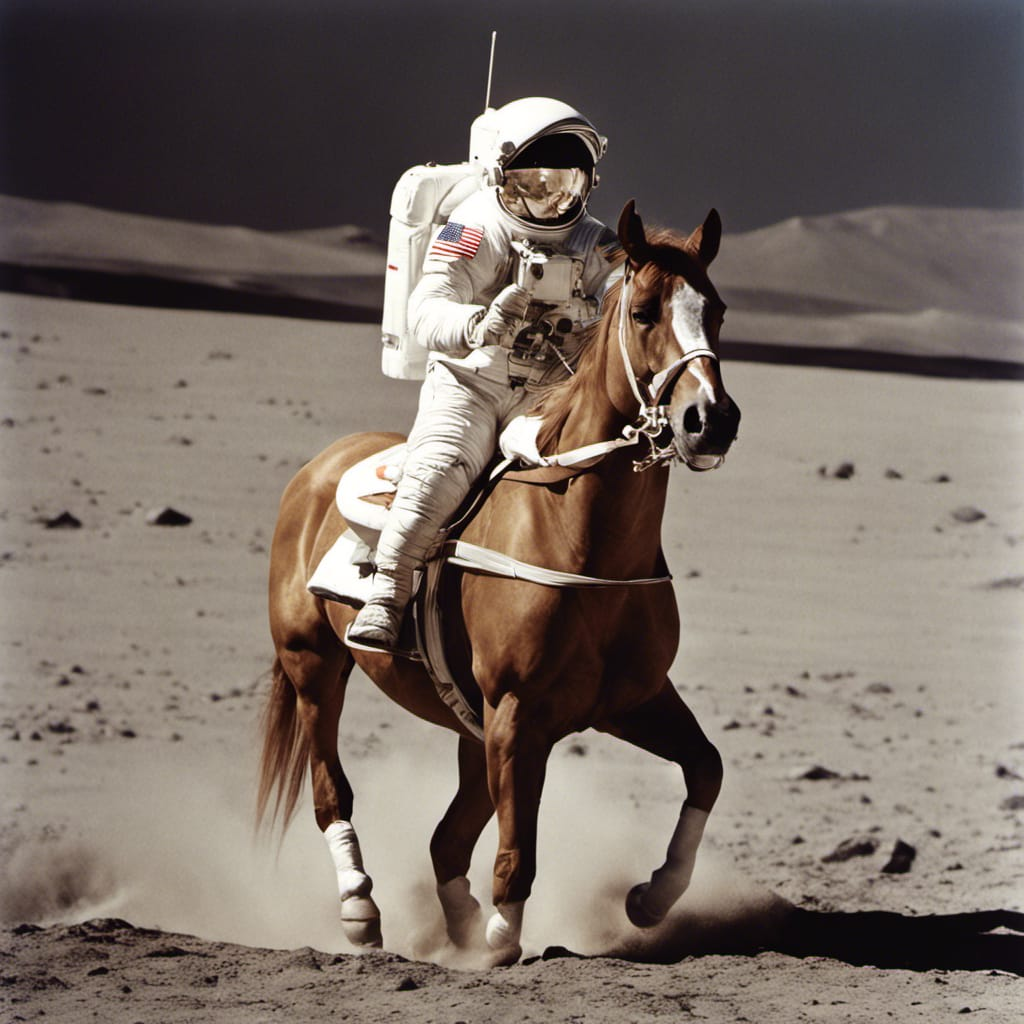
Зображення, породжене Stable Diffusion на основі текстового запиту «a photograph of an astronaut riding a horse» («фотографія космонавта, який їде на коні»)

Підказки (англ. prompts) для деяких моделей зображення за текстом можуть також містити зображення, ключові слова та конфігуровані параметри, такі як художній стиль, який часто використовують за допомогою ключових фраз на кшталт «у стилі [ім'я художника]» у підказці та/або вибору загального естетичного/художнього стилю. Існують платформи для обміну, торгівлі, пошуку, розгалужування/вдосконалення та/або співпраці над підказками для породжування певних зображень із породжувачів зображень. Підказками часто діляться разом із зображеннями на вебсайтах обміну зображеннями, таких як Reddit, та вебсайтах, присвячених живопису на основі ШІ. Підказка — це не повний набір даних входу, необхідний для породження зображення: до додаткових даних входу, які визначають породжене зображення, належать роздільна здатність виходу, випадкове початкове значення, та параметри випадкового вибирання.

#### Пов'язана термінологія
Синтетичні медіа, до яких належить живопис на основі ШІ, було описано 2022 року як основний технологічний напрям, який вплине на бізнес найближчими роками. Для практики породжування за допомогою ШІ схожих на фотографії зображень було запропоновано термін «синтографія» (англ. 'synthography').

#### Розвиток
В розробці перебувають додаткові функції, які можуть покращити різні застосування або уможливити нові, — такі як «текстове обернення» (англ. "textual Inversion"), що позначує можливість використання користувацьких понять (таких як об'єкт або стиль), вивчених з декількох зображень. З текстовим оберненням можливо породжувати новий уособлений живопис з асоційованих слів (ключових слів, призначених вивченому, часто абстрактному поняттю) та розширень/тонких настройок моделі (див. також: DreamBooth).
Породжені зображення іноді використовують як ескізи, експерименти з низькими витратами чи ілюстрації ідей на етапі підтвердження концепції — додаткові функції або покращення можуть також стосуватися післяпороджувального ручного редагування (полірування або художнього використання) живопису на основі підказок[джерело?] (такого як подальше тонке ладування за допомогою редактора зображень).

## Критика, проблеми та суперечності

### Авторське право
Від самого початку живопису на основі штучного інтелекту він виклика́в численні дебати, які у 2020-х часто стосувалися питань, чи можливо вважати живопис на основі ШІ живописом, і який він має вплив на художників.
1985 року професорка з права інтелектуальної власності Памела Самуельсон розглядала правові питання, що стосуються авторства живопису на основі ШІ у відношенні до авторського права: хто володіє авторським правом, коли твір мистецтва було створено штучним інтелектом? Стаття Самуельсон «Розподіл прав власності на комп'ютерно породжувані роботи» стверджувала, що права мають бути передані користувачеві програми-породжувача. У відповідь на це ж питання стаття 2019 року у Florida Law Review представила три можливих варіанти. Перший, власником авторського права стає сам штучний інтелект. Для цього розділ 101 Закону про авторське право потрібно було би змінити, визначивши «автора» як природну особу або комп'ютер. Другий, слідуючи аргументу Самуельсон, власником авторського права є користувач, програміст або компанія зі штучного інтелекту. Це було би розширенням доктрини «роботи на замовлення», за якою майнове авторське право передається «роботодавцю». Нарешті, ніхто не стає власником авторського права, і робота автоматично потрапляє в публічне володіння. Аргумент тут полягає в тому, що оскільки твір мистецтва не «створила» жодна особа, авторське право не повинно належати нікому.
2022 року, разом зі зростанням доступності послуг породжування ШІ зображень споживчого класу, популярна дискусія щодо законності та етики породжуваного ШІ живопису відновилася. Особливо актуальним є використання авторського мистецтва у тренувальних наборах даних ШІ: у вересні 2022 року Ріма Селхі з Design and Artists Copyright Society заявила, що «запобіжних заходів для художників, щоби вони могли визначити роботи в базах даних, які використовуються, і відмовитися, не існує». Дехто стверджує, що зображення, створені цими моделями, можуть мати дивовижну схожість із наявним живописом, іноді включаючи залишки підпису оригінального художника. Така дискусія досягла своєї кульмінації у грудні, коли користувачі платформи портфоліо ArtStation організували онлайн-протест проти недобровільного використання їхнього мистецтва у наборах даних: це призвело до зростання профілю таких послуг як «Have I Been Trained?» (укр. «На мені тренувалися?»), а також деякі онлайн-платформи живопису обіцяли запропонувати свої варіанти відмови. За Бюро авторських прав США, програми штучного інтелекту не можуть мати авторського права, рішення, яке підтримувалося на рівні федеральних округів станом на серпень 2023 року, виходило з міркувань з диспуту з авторського права селфі мавпи.
Проблема багатьох популярних програм для створення живопису на основі ШІ полягає в тому, що вони породжують зображення на основі робіт художників без їхньої згоди. У січні 2023 року троє художниць, Сара Андерсен, Келлі Маккернан та Карла Ортіс, подали позов про порушення авторських прав проти Stability AI, Midjourney та DeviantArt, стверджуючи, що ці компанії порушили права мільйонів художників, тренуючи інструменти ШІ на п'яти мільярдах зображень, які нагребли з Інтернету без згоди оригінальних авторів. Того ж місяця Stability AI також отримала позов від Getty Images за використання їхніх зображень у тренувальних даних.
У липні 2023 року суддя окружного суду США Вільям Оррик схилився до відхилення більшої частини позову, поданого Андерсен, Маккернан та Ортіс, але дозволив їм подати нову скаргу.

### Дохід і стабільність працевлаштування

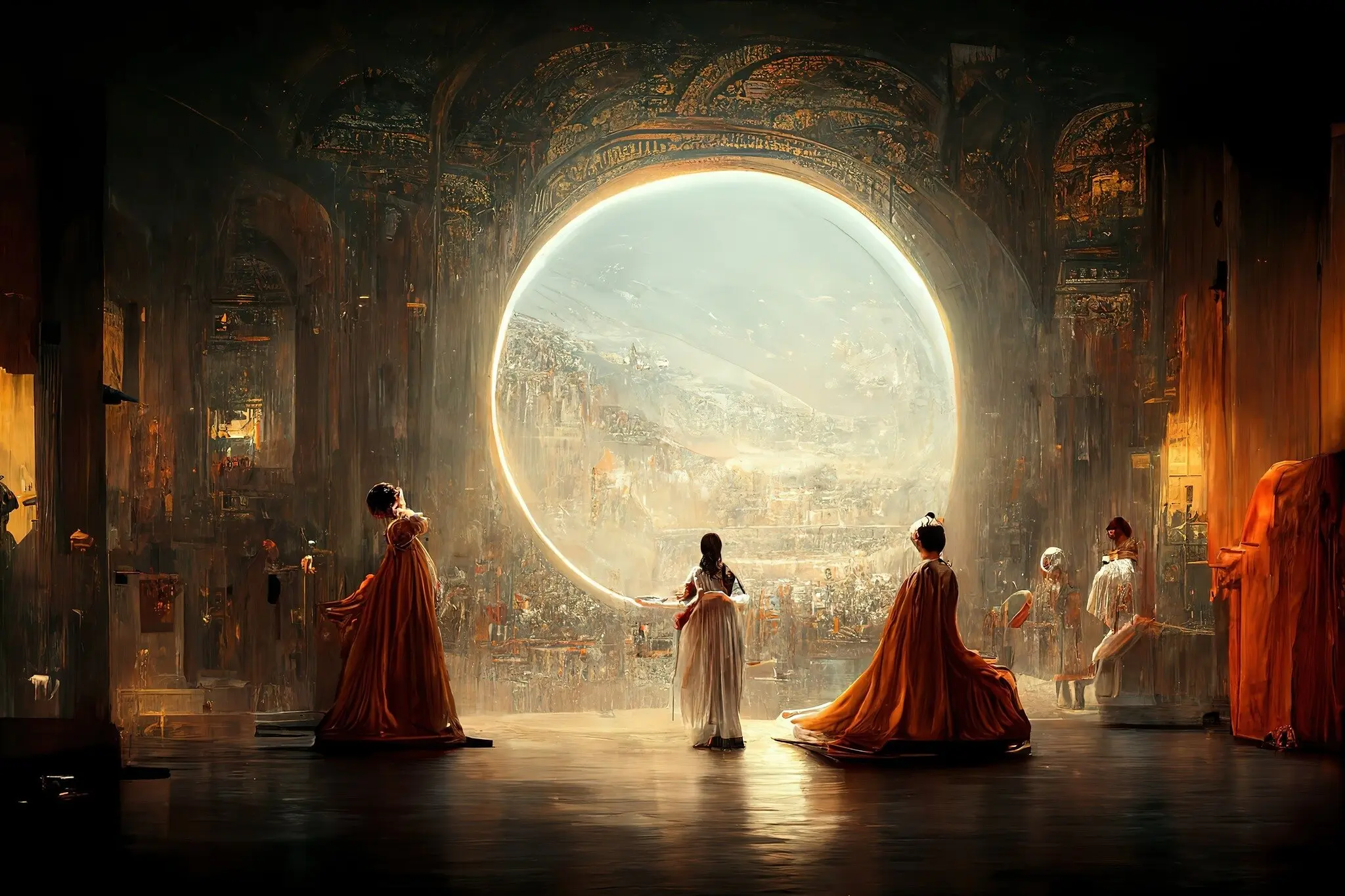
«Театр «Космічна опера»», зображення, породжене Midjourney, яке виграло конкурс цифрового мистецтва 2022 року

З розвитком та поширенням програмного забезпечення породжувального ШІ для зображень, такого як Stable Diffusion та DALL-E, зросли потенційні проблеми та побоювання щодо впливу цих систем на творчість та мистецтво. Протягом 2022 року художники, які працюють з різними медіа, висловлювали побоювання щодо впливу породжувального штучного інтелекту на їхню здатність заробляти гроші, особливо якщо зображення на основі ШІ почнуть замінювати художників, які працюють у галузях ілюстрування та дизайну. У серпні 2022 року художник цифрового жанру Р. Дж. Палмер заявив: «Я легко можу уявити ситуацію, коли за допомогою ШІ один художник або арт-директор може замінити 5—10 художників-початківців… Я бачив багато авторів, які публікуються самостійно, і вони кажуть, наскільки чудово буде те, що їм не доведеться наймати художника.» Вчені Цзян зі співавт. підтримують це побоювання втрати робочих місць у творчих галузях, заявляючи: «Керівники компаній, таких як Open AI та Stability AI, відверто заявляли, що очікують, що системи породжувального ШІ ось-ось замінять творчих професіоналів», додаючи, що «Це витіснення робочої сили очевидне в усіх творчих галузях. Наприклад, за статтею на Rest of World, рекрутер китайської індустрії комп'ютерних ігор помітив спад на 70 % у вакансіях ілюстраторів, частково через широке використання породжувачів зображень; ще одна студія в Китаї, за повідомленнями, звільнила третину своїх ілюстраторів розробки персонажів».
Зображення на основі ШІ стали поширенішими на ринках живопису та в пошукових системах, оскільки системи зображення за текстом на основі ШІ тренуються на наявних художніх зображеннях, іноді без згоди оригінального художника, що дозволяє програмному забезпеченню імітувати стилі конкретних художників. Наприклад, польський художник цифрового жанру Ґреґ Рутковський заявив, що йому важче шукати свою роботу в Інтернеті, оскільки багато зображень у результатах пошуку породжені ШІ спеціально для імітування його стилю. Більше того, деякі тренувальні бази даних, на яких ґрунтуються системи ШІ, не доступні публічно, що робить неможливим знання ступеня, до якого їхні тренувальні дані містять зображення, захищені авторськими правами. Наприклад, інструмент, створений Саймоном Віллісоном, дозволяв людям шукати 0,5 % тренувальних даних для Stable Diffusion версії 1.1, тобто 12 мільйонів з 2,3 мільярда примірників з LAION 2B. Художниця Карен Галліон виявила, що її захищені авторським правом зображення використовували як тренувальні дані без її згоди.
Здатність художнього програмного забезпечення на основі ШІ імітувати або підробляти художній стиль також викликає побоювання щодо лиходійства та жадібності. Живопис, породжений ШІ, такий як «Театр „Космічна опера“», ілюстрація ШІ зображення за текстом, яка виграла головний приз на конкурсі цифрового живопису в серпні 2022 року на Colorado State Fair, почав завалювати художні конкурси та інші форуми для подавання робіт невідомими художниками. Ці подавання, створені ШІ, призвели до того, що такі організації як Clarkesworld, журнал наукової фантастики, закрили свої подавання та запрошували роботи лише від відомих митців після того, як їхній форум для подавання робіт завалили текстами, породженими в ChatGPT.
Породжувані ШІ зображення викликали побоювання, що їх можливо використовувати для завдання шкоди репутації художника. Художниця Сара Гендерсен стала свідком того, як її живопис було скопійовано й потім використано для зображення неонацистської ідеології. Вона заявила, що поширення мови ненависті в Інтернеті через використання породжувачів зображень може стати тяжчим. Цзян зі співавт. також додають до цієї думки, заявляючи, що «інструменти, натреновані на роботах художників, і які дозволяють користувачам імітувати їхній стиль без їхньої згоди або винагороди, можуть завдати значущої шкоди репутації [шляхом] поширення посилів, які вони не схвалюють».
Розвиток штучного інтелекту, що загрожує безпеці робочих місць сценаристів та акторів, спричинив голлівудські трудові спори 2023 року.

### Омана

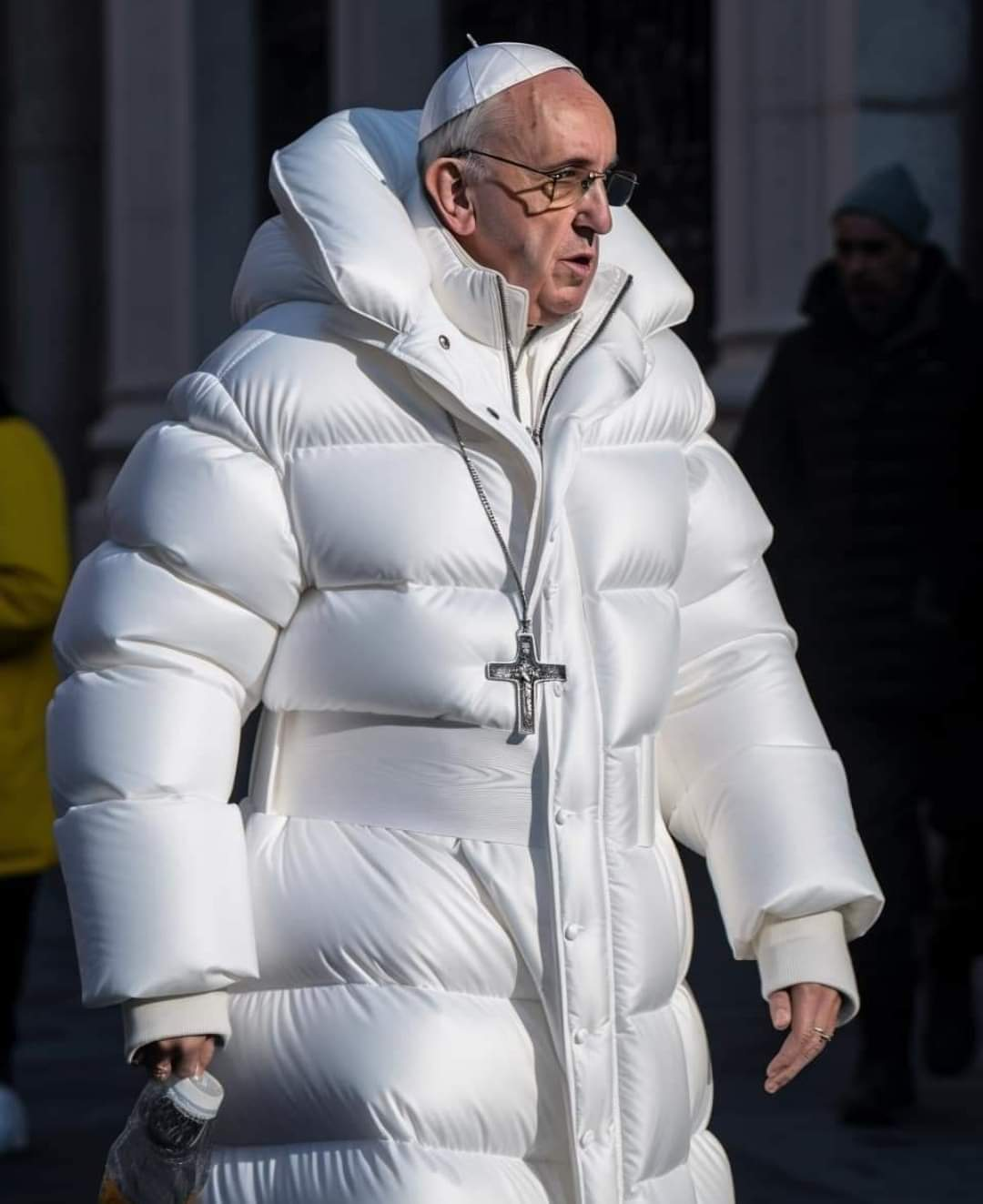
Породжене ШІ зображення 2023 року, на якому Папа Франциск у пуховій зимовій куртці, ввело в оману деяких глядачів, які прийняли його за справжнє фото.

2023 року переможцем у категорії «creative open» на Sony World Photography Awards став Борис Ельдагсен, який після перемоги розкрив, що його робота насправді була породжена штучним інтелектом. Фотограф Фероз Хан прокоментував BBC, що Ельдагсен «чітко показав, що навіть досвідчених фотографів та експертів з мистецтва можливо обдурити». Зачепило й менші конкурси; 2023 року конкурс під назвою «Self-Published Fantasy Blog-Off cover contest», який проводив письменник Марк Лоуренс, було скасовано після того, як переможну роботу було викрито як колаж зображень, породжених Midjourney.
Ширші проблеми виходять за межі світу живопису. Як і з іншими видами фотоманіпулювання з початку XIX століття, деякі люди на початку XXI століття стурбовані тим, що ШІ можуть використовувати для створення оманливого вмісту, відомого як «дипфейки».
У травні 2023 року широку увагу привернуло породжене Midjourney фото Папи Франциска у білому пуховику, й інше, яке показує вигаданий арешт Дональда Трампа, а породжене ШІ зображення атаки на Пентагон стало вірусною новиною-розіграшем на Twitter.

## Художній вплив
Збір інформації для забезпечення сировини для художнього виробництва породжує питання класифікування породжених ШІ зображень як мистецтва. Коли людські ідеї та машинне виробництво співпрацюють, машині належить право бути визнаною художницею. Штучний інтелект намагається імітувати людську творчість, що призводить до дискусій про те, чи обмежує це імітування його творчі можливості. Здатність людей емоційно зв'язуватися з породженими ШІ роботами ставили під питання.

## Етика
Створені ШІ зображення викликають занепокоєння багатьох художників щодо того, як суспільство цінує художника. Художники бояться, що виробництво на основі ШІ сприйматиметься як поліпшення поточної системи через його здатність до швидкого створювання. Системи ШІ збирають дані для створення рішень, і коли дані збираються з різних джерел, виникає питання, чи можна використовувати ці дані для створення твору. Ґалантер вводить питання визначення того, як давати визнання через процес міркувань, розрізняючи художника та художні впливи.

## Аналіз наявного живопису за допомогою ШІ
На додачу до створення оригінального живопису, було породжено методи дослідження, які використовують ШІ, для кількісного аналізу цифрових зібрань творів. Це стало можливим завдяки масштабному оцифровуванню творів мистецтва протягом останніх декількох десятиліть. Незважаючи на те, що основною метою оцифровування було забезпечення доступності та дослідження цих зібрань, використання ШІ для їх аналізу внесло нові наукові підходи.
Типовими підходами, які використовують для аналізу оцифрованого живопису, є два обчислювальних методи, глибоке прочитання (англ. close reading) та розглядання звіддаля (англ. distant viewing). Глибоке прочитання зосереджується на конкретних візуальних аспектах одного твору. До деяких завдань, виконуваних машинами методами глибокого прочитання, належать обчислювальна автентифікація художника та аналіз мазків чи властивостей текстури. На противагу цьому, за допомогою методів розглядання звіддаля можливо статистично унаочнювати схожість над усім зібранням за певною ознакою. До поширених завдань, пов'язаних із цим методом, належать автоматичне класифікування, виявляння об'єктів, мультимодальні завдання, відкриття знань з історії мистецтва, та обчислювальна естетика. В той час як розглядання звіддаля містить аналіз великих зібрань, глибоке прочитання залучає один твір мистецтва.[джерело?]
Дослідники також запропонували моделі, які передбачують емоційні реакції на живопис, такі як ArtEmis, великомасштабний набір даних з моделями машинного навчання, які містять емоційні реакції на образотворче мистецтво, а також передбачення емоцій від зображень чи тексту.
За Цетиніч та Ше (2022), використання штучного інтелекту для аналізу вже наявних зібрань живопису може надати свіжі погляди на розвиток художніх стилів та визначення художніх впливів. Дослідження наявного живопису за допомогою ШІ також може сприяти організації художніх виставок та підтримці процесу ухвалювання рішень для кураторів та істориків живопису.
Програми ШІ можуть автоматично породжувати нові зображення творів мистецтва, схожі на ті, які вони вивчили з вибірки. Людям потрібно переважно лише вводити дані та виокремлювати результати, поєднання механізмів ШІ та людських механізмів створення живопису дозволяє ШІ створювати твори.

## Інші види мистецтва
Деякі прототипи роботів можуть створювати те, що можна вважати видами мистецтва — наприклад, динамічні роботи-кухарі, які можуть смакувати та коригувати смак.
Також існує підтримка написання текстів за допомогою ШІ, яка виходить за межі редагування (включно з допомогою у створенні вигаданих історій, таких як допомога при творчій кризі або натхнення чи переписування фрагментів).
Породжувальний ШІ також використовують у виробництві відеоігор не лише для зображень, особливо для розробки рівнів (наприклад, для спеціальних карт) та створення нового вмісту чи інтерактивних історій у відеоіграх.